# Jean-Baptiste Nothomb
Jean Baptiste, Barón Nothomb (Messancy, 3 de julio de 1805 - Berlín, 6 de septiembre de 1881) fue un diplomático y político belga. Fue Primer ministro de Bélgica de 1841 a 1845.
Nacido en la actual provincia de Luxemburgo, se educó en el Athénée de Luxembourg y la Universidad de Lieja, y fue masón, miembro del congreso nacional y secretario general de asuntos exteriores con Érasme-Louis Surlet de Chokier. Apoyó la candidatura del orleanista Luis, Duque de Nemours de proponer la corona al Príncipe Leopoldo de Sajonia-Coburgo siendo uno de los delegados enviados a Londres.
Cuando los Dieciocho Artículos del  Tratado de Londres se reemplazaron por los Veinticuatro menos favorables a Bélgica, él insistió en la necesidad de que se aprobaran y en 1839 se enfrentó a fuerte oposición con las cesiones territoriales de Limburgo y Luxemburgo, que se mantuvieron como tema no zanjado mientras los Países Bajos se negaban a reconocer los  Veinticuatro Artículos.

## Últimos años
Su Essai historique et politique sur la révolution belge (1838) le valió la Legión de Honor por parte de Luis Felipe I de Francia. En 1837, fue ministro de obras públicas y a él se debe en gran parte el rápido desarrollo del transporte ferroviario belga y de su industria minera. 
En 1840 fue el enviado belga a la Confederación Germánica, y en 1841, al caer el administración Lebeau, organizó un nuevo gabinete reservándose la cartera de ministro del interior. En 1845 se retiró del parlamento, pero mantuvo actividades diplomáticas hasta su muerte en Berlín.